# Sophronitis cernua
Sophronitis cernua là một loài lan phân bố từ Brasil to đông bắc Argentina. Đây là loài đặc trưng trong chi Sophronitis.